# Edelweiss (attrice pornografica)
Edelweiss, pseudonimo di Oksana Vlasova (Tjumen', 1º settembre 1977), è un'ex attrice pornografica, ex modella e showgirl russa.

## Biografia
Edelweiss è figlia di un presentatore televisivo e di una manager di una compagnia petrolifera. Laureata in giurisprudenza, ha studiato danza a livello professionistico. Trasferitasi in Italia nel 2000, viene notata da Riccardo Schicchi che la fa esibire in spettacoli erotici nei locali romani di Diva Futura. Schicchi stesso le ha dato il nome d'arte Edelweiss, in tedesco stella alpina, nome d'arte con cui dall'inizio della sua carriera gira diversi film pornografici.
La sua prima apparizione in TV è nella trasmissione satirica Satyricon (2001) di Daniele Luttazzi su Rai 2, dove interpreta la sexy assistente di studio. In seguito è comparsa a Libero con Teo Mammucari ed è stata spesso ospite del Maurizio Costanzo Show. Recita insieme ad Éva Henger nella commedia di Carlo Vanzina E adesso sesso (2001), apparendo nel settimo episodio dal titolo Guardoni parte seconda, che narra di un gruppo di impiegati milanesi che spia dal posto di lavoro due splendide ragazze in atteggiamenti saffici, ed in Andata e ritorno (2003), di Alessandro Paci.
Ha fatto una brevissima apparizione nella terza stagione di Un medico in famiglia, ed una parte nella miniserie televisiva Un ciclone in famiglia (2005) ed un'altra nel cinema in Il ritorno del Monnezza (2005), con Claudio Amendola. Ha girato una decina di film softcore e hardcore. Dal 2006 è protagonista di calendari sexy, i primi due prodotti da Diva Futura, il terzo da Sins Factory con il marchio Pink'O, la casa di produzione di film hard con cui Edelweiss ha firmato un contratto in esclusiva, dopo la separazione professionale da Schicchi.
Nel 2006 ha posato per l'edizione bulgara di Playboy. Nel dicembre del 2007 è uscita la prima pellicola hard con la sua nuova casa di produzione, dal titolo Mente criminale con Claudia Antonelli e Michelle Ferrari. Nel 2013 Edelweiss ha partecipato all'edizione bulgara del Grande Fratello VIP. Dal 14 novembre 2013 conduce la trasmissione A qualcuno piace hot su Hot Time 1.

## Vita privata
Edelweiss è sposata.

## Filmografia

### Cinema
- E adesso sesso, regia di Carlo Vanzina (2001)
- Andata e ritorno, regia di  Alessandro Paci (2003)
- Il ritorno del Monnezza, regia di Carlo Vanzina (2005)
- Lycantropus, regia di Pasquale Fanetti (2006)
- Mente criminale, regia di Tony Camphora (2007)
- Un'estate ai Caraibi, regia di Carlo Vanzina (2009)
- Ex - Amici come prima!, regia di Carlo Vanzina (2011)
- Good as You, regia di Mariano Lamberti (2012)

### Televisione
- Un medico in famiglia (2004) - serie TV
- Un ciclone in famiglia (2005) - serie TV

## Partecipazioni televisive
- Satyricon (Rai 2) tutte le puntate
- Libero con Teo Mammucari (Rai 2) due puntate
- Le iene (Italia 1) sei puntate
- Ciao Darwin (Canale 5) due puntate
- Lucignolo (Italia 1) quattro puntate
- Maurizio Costanzo Show (Canale 5) nove puntate (ospite)
- Bay Bay Baby (Rai 2) tutte le puntate (ospite)
- Markette (La Sette) una puntata (ospite)
- Verissimo (Canale 5) due puntate (ospite)
- Studio aperto (Italia 1) intervista
- Gente di notte (Raiuno) intervista
- Striscia la notizia (Canale 5) cronaca rosa
- Ciao Darwin (Canale 5) concorrente Amore Profano